# Taiwanische Badmintonmeisterschaft 1985
Die Taiwanische Badmintonmeisterschaft der Saison 1984/1985 fand vom 11. bis zum 14. November 1984 statt. Es war die 30. Auflage der nationalen Titelkämpfe von Taiwan im Badminton.

## Titelträger
| Disziplin    | Sieger                        |
| ------------ | ----------------------------- |
| Herreneinzel | Gan Rong-yih                  |
| Dameneinzel  | Lin Hui-hsu                   |
| Herrendoppel | Lin Chian-chow Wang Hsui-lung |
| Damendoppel  | Liu Hsiu-ying Chen Yuk-jen    |